# Ulla Bonas
Ulla Bonas (* 12. Dezember 1955 in Köln) ist eine deutsche Genetikerin und Professorin für Molekulare Pflanzengenetik an der Martin-Luther-Universität Halle-Wittenberg. Ihre Forschungsschwerpunkte sind Proteintransportsysteme, bakterielle Pathogene, Typ-III-Effektorproteine, Signalübertragung sowie sRNAs in Xanthomonas.

## Leben und Leistungen
Bonas studierte ab 1974 Biologie an der Universität zu Köln (Diplom 1981). Anschließend war sie Wissenschaftliche Mitarbeiterin am dortigen Max-Planck-Institut für Pflanzenzüchtungsforschung. Bonas wurde 1984 promoviert mit einer Dissertation über In-vitro-Klonierung eines transponierbaren Elements im Gen der Chalkon-Synthase von Antirrhinum majus. Nach ihrer Promotion erhielt sie Postdoc-Fellowships: 1984/85 von der Max-Planck-Gesellschaft, 1985/86 vom DAAD und 1986/87 von der DFG. In dieser Zeit forschte sie an der University of California, Berkeley. Von 1988 bis 1993 leitete Bonas eine Arbeitsgruppe am Institut für genbiologische Forschung GmbH in Berlin. 1992 habilitierte sie sich mit einer Arbeit über die Molekulargenetische Analyse der Interaktion zwischen Xanthomonas campestris pv. vesicatoria und der Pflanze. 1993/94 erhielt sie ein Heisenberg-Stipendium. Von 1993 bis 1998 leitete Bonas eine Arbeitsgruppe am CNRS-Institut des Sciences Végétales in Gif-sur-Yvette, Frankreich.
1998 folgte sie dem Ruf auf die Professur für Pflanzengenetik an der Martin-Luther-Universität Halle. Von 2018 bis 2023 war sie zudem wissenschaftliche Direktorin des Alfried Krupp Wissenschaftskollegs Greifswald.
Ihre Forschungsschwerpunkte sind Proteintransportsysteme, bakterielle Pathogene, Typ-III-Effektorproteine, Signalübertragung sowie sRNAs in Xanthomonas. Seit 2000 ist Bonas Mitglied der European Molecular Biology Organisation (EMBO) und seit 2008 der Deutschen Akademie der Naturforscher Leopoldina, wo sie 2015 zur Vizepräsidentin ernannt wurde.
Von 2005 bis 2016 war sie Sprecherin des Sonderforschungsbereichs 648 Molekulare Mechanismen der Informationsverarbeitung in Pflanzen der Universität Halle-Wittenberg.

## Auszeichnungen
- 2019: Bundesverdienstkreuz am Bande
- 2011: Leibniz-Preis
- 2008: Wahl zum Mitglied der Deutschen Akademie der Naturforscher Leopoldina e.V.[2]
- 1985: Otto-Hahn-Medaille der Max-Planck-Gesellschaft